# Haborym
In demonologia Haborym (anche Aini o Aym o Amy), è un granduca  e maggiore dell'Inferno. Porta incendi nelle città, foreste e castelli.
È rappresentato in forma demoniaca con tre teste: di serpente, d'uomo e di gatto. Cavalca un drago o una vipera e tiene in mano una torcia accesa. Comanda 50 legioni infernali, in forma umana si presenta come un prestante uomo di bell'aspetto, con capelli rossi e fisico slanciato.